# Gasparita-(La)
La gasparita-(La) és un mineral de la classe dels fosfats que pertany al grup de la monazita. Rep el nom per la seva relació amb la gasparita-(La) i el seu lantànid dominant, segons la nomenclatura dels minerals de terres rares.

## Característiques
La gasparita-(La) és un arsenat de fórmula química La(AsO₄). Va ser aprovada com a espècie vàlida per l'Associació Mineralògica Internacional l'any 2018, sent publicada per primera vegada el 2019. Cristal·litza en el sistema monoclínic.
L'exemplar que va servir per a determinar l'espècie, el que es coneix com a material tipus, es troba conservat a les col·leccions del Museu Mineralògic Fersmann, de l'Acadèmia de Ciències de Rússia, a Moscou (Rússia), amb el número de registre: 19692.

## Formació i jaciments
Va ser descrita a partir de les mostres obtingudes a dos indrets: el dipòsit d'Ushkatyn, a Zhayrem (província de Kharagandí, Kazakhstan), i a la glacera Wanni, a Binn (Valais, Suïssa). També ha estat trobada en alguns indrets d'Itàlia i Àustria.